# Acton Burnell
Acton Burnell – wieś w Anglii, w hrabstwie Shropshire. Leży 11 km na południe od miasta Shrewsbury i 215 km na północny zachód od Londynu.